# Ádám Zsigmond (pedagógus, 1913–1994)
Ádám Zsigmond (Alsóbölkény, 1913. június 15. – Kolozsvár, 1994. október 10.) erdélyi magyar pedagógus, nyelvész, költő, műfordító, egyetemi oktató.

## Életútja
Középiskolát a nagyenyedi Bethlen Gábor Kollégiumban és a marosvásárhelyi református kollégiumban végzett. Közben, főleg nyári szünetekben, volt kifliárus, gyári munkás, laboráns, házitanító. A kolozsvári Ferdinánd Egyetemen szerzett román-magyar szakos középiskolai tanári képesítést 1939-ben. Marosvásárhelyen és Kolozsvárt újságíró és középiskolai tanár, 1950-től 1973-ig adjunktus (egyetemi lektor) a kolozsvári Bolyai, majd a Babeș–Bolyai Tudományegyetem román nyelvészeti tanszékén.
Bukolikus hangulatú szabad versei jelentek meg a Brassói Lapokban, az Ellenzékben, a Független Újságban és a Pásztortűzben; Blaga, Stancu, Porumbacu, Deşliu, Beniuc, Sorescu, Paraschivescu, Breslaşu, Gurghianu verseiből fordított a Korunk, Igaz Szó, Igazság számára; a magyar iskolákban folyó korszerű román nyelvtanítás módszertani kérdéseivel foglalkozott.

## Kötetei
- Magyar irodalom. A hun-magyar mondakör; Minerva Ny., 1944, Kolozsvár (Népművelő előadások)
- Helyesen románul. Nyelvtani ismeretek. Gyakorlatok (Balázs Jánossal és Balázs Lászlóval). Kolozsvár: Tudományos könyvkiadó. 1960
- Helyesen románul. Nyelvtani ismeretek. Gyakorlatok. Második, javított kiadás (Balázs Jánossal és Balázs Lászlóval). Kolozsvár: Tudományos könyvkiadó. 1962
- Helyesen románul. Nyelvtani ismeretek. Gyakorlatok. Harmadik, javított és bővitett kiadás Balázs Jánossal és Balázs Lászlóval). Bukarest: Kriterion kiadó. 1971
- Probleme specifice ale predării limbii române în şcolile și secțiile cu limba de predare maghiară. București: Editura Didactică și Pedagogică. 1969
- Să învățăm corect românește – Tanuljunk helyesen románul. București: Editura Științifică. 1993. ISBN 973-44-0098-3